# Micke Berg
Peter Mickhael "Micke" Berg, född den 26 juli 1949 i Lycksele, är en svensk fotograf. 
Berg, som är uppvuxen i Stockholm och Sundsvall, har varit verksam som fotograf sedan 1971. Han är mest känd för sina bilder från ockupationen av Mullvaden, Skogsnäskollektivet och sina skildringar av Stockholm. Micke Berg har medverkat i närmare hundra utställningar, bland annat på Nordiska museet, Stockholms Stadsmuseum, Kulturhuset i Stockholm, i Berlin, London, Sankt Petersburg, Hamburg, Wien, Sarajevo och på Naxos.

## Priser och utmärkelser (i urval)
- 1995 Stockholms stad
- 1998 K.W. Gullers stipendium[1]
- Nöjesguidens pris
- Konstnärsnämnden
- Författarfonden
- 2009 Lennart af Petersens pris
- 2013 Sune Jonssons stipendium